# Bernadette (Kurzfilm)
Bernadette ist ein britischer Kurzfilm von Duncan Campbell aus dem Jahr 2008. In Deutschland feierte der Film am 4. Mai 2009 bei den Internationalen Kurzfilmtagen in Oberhausen Premiere.

## Handlung
Es wird ein Porträt der nordirischen politischen Aktivistin Bernadette Devlin aus historischen Fernsehaufnahmen im Rahmen des Nordirlandkonflikts rekonstruiert.

## Kritiken
„Bernadette Devlins außerordentliche politische Überzeugungskraft wird auf Fernsehaufnahmen aus der verbarrikadierten nordirischen Stadt Derry und vom Blutsonntag am 30. Januar 1972 eingefangen. Devlins Haftstrafe für ihren Angriff auf den britischen Innenminister im Parlament ist ein Ausdruck ihrer Rolle als radikale Aktivistin. Duncan Campbell rahmt Bernadettes Geschichte mit unbequemen ‚weißen Flecken‘ ein, die die Auflösung ihrer Parameter widerspiegeln, während das geteilte Land langsam zum geteilten Selbst wird.“

„Dieser Film ist das faszinierende Portrait einer jungen Frau, deren politischer Aktivismus zur Zeit der nordirischen Konflikte und des Blutsonntags großen Einfluss hatte. Mit Hilfe von Nachrichten- und Archivmaterial fängt der Film die universale Wahrheit politischen Engagements ein, und die Möglichkeiten und Schwierigkeiten des Lebens danach.“

## Auszeichnungen
International Film Festival Rotterdam
- Short Tiger (ex aequo)

Images Festival
- Best International on Screen Video Award

Courtisane Video, Kortfilm en Nieuwe Media
- Courtisane International Winner

IndieLisboa
- Special Mention (ex aequo)

Internationale Kurzfilmtage Oberhausen 2009
- ARTE-Preis für einen europäischen Kurzfilm
- FIPRESCI-Preis

Rio de Janeiro International Short Film Festival – Curta Cinema
- Best Documentary